# Joseba Egibar
José Egibar Artola (Andoáin, Guipúzcoa, 23 de noviembre de 1959) es un político español, nacionalista vasco y miembro del Partido Nacionalista Vasco (EAJ-PNV). Presidió el Gipuzko Buru Batzar, la ejecutiva territorial del PNV en Guipúzcoa.  Fue también miembro del Euzkadi Buru Batzar.

## Biografía
Nacido en el seno de una familia de ideología nacionalista vasca, se afilió al Partido Nacionalista Vasco y a EGI, la organización juvenil del partido, a los 16 años. 
Es funcionario de la Administración local en excedencia. Está casado y tiene dos hijos.

## Trayectoria política
Fue delegado de Ordenación del Territorio y Vivienda y de Cultura del Gobierno Vasco en Guipúzcoa entre 1985 y 1989. En 1987 fue elegido presidente del Gipuzko Buru Batzar, al producirse la escisión de Eusko Alkartasuna, que fue especialmente importante en Guipúzcoa, dejando la organización local del PNV muy mermada. Egibar sigue en la actualidad ocupando dicho cargo, con un paréntesis entre 2000 y 2004 (en el que ocupó la presidencia Juan Mari Juaristi "Zeler").
Fue miembro del Euzkadi Buru Batzar, la ejecutiva del PNV, desde 1987 hasta 2024 y fue portavoz de este órgano entre 1987 y 2004. Además, es parlamentario vasco desde 1990 y portavoz del PNV en la cámara vasca desde 1998.

### Alcalde (2003-2007)
En 2003, la coalición PNV-EA fue la fuerza más votada en el municipio de Lizarza en las elecciones municipales, solamente superado por el voto nulo auspiciado por la izquierda abertzale debido a la ilegalización de sus siglas. La coalición PNV-EA obtuvo 131 votos, frente a los 253 nulos atribuidos a la izquierda abertzale, y los solamente 10 obtenidos por el Partido Popular. El GBB decidió colocar como alcalde de Lizarza a Joseba Egibar, cargo que ostentó hasta que finalizó la legislatura en 2007. Este hecho no estuvo exento de polémica, debido a la presión de la izquierda abertzale local durante los cuatro años de legislatura.